# Orbilia crenatomarginata

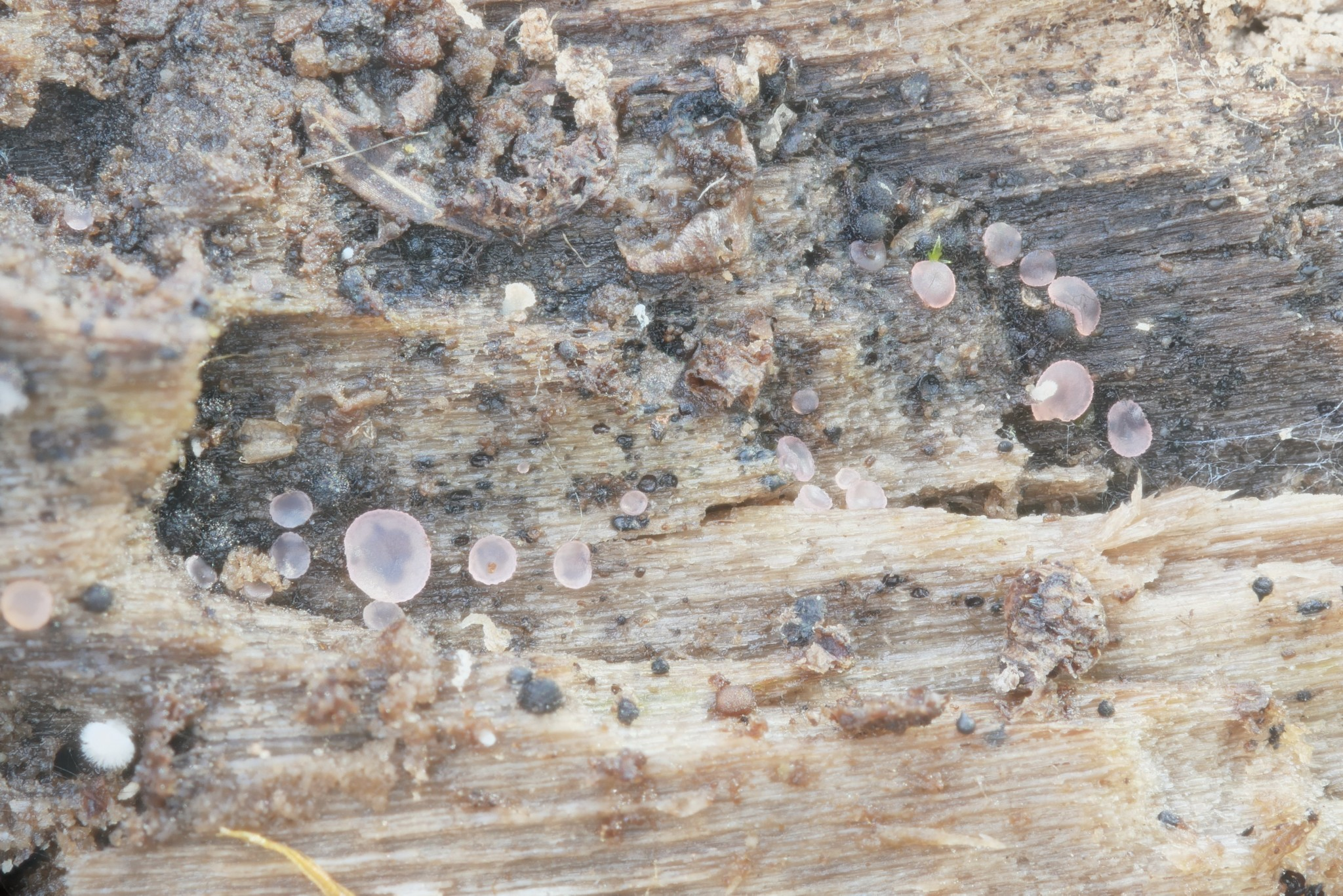

Orbilia crenatomarginata (Höhn.) Sacc. & Trotter – gatunek grzybów workowych z klasy Orbiliomycetes.

## Systematyka i nazewnictwo
Pozycja w klasyfikacji według Index Fungorum: Orbiliaceae, Orbiliales, Orbiliomycetidae, Orbiliomycetes, Pezizomycotina, Ascomycota, Fungi.
Po raz pierwszy opisał go w 1907 r. Franz Xaver Rudolf von Höhnel, nadając mu nazwę Hyalinia crenatomarginata. W 1913 r. Pier Andrea Saccardo i Alessandro Trottel przenieśli go do rodzaju Orbilia.

## Morfologia
Teleomorfa
Tworzy owocniki typu apotecjum, o średnicy 0,2–1(–1,2) mm i wysokości 0,1–0,2(–0,25) mm, galaretowate, szarawo-białe, czasem z bardzo słabym, rzadko wyraźnym odcieniem różowofioletowym lub kremowym, silnie prześwitujące (szkliste), okrągłe, płaskie lub lekko wypukłe. Są beztrzonowe, lub z szerokim, stożkowym, słabo zaznaczonym trzonem o wymiarach 0,05–0,1 × 0,17–0,3 mm i powierzchni w stanie suchym od blado żółtawo-ochrowej do różowo-pomarańczowo-brązowawej. Brzeg ząbkowany z około 10–30 małymi lub dużymi i wyraźnymi, trójkątnymi zębami o wymiarach 30–100 × 60–120 µm, około 0–15 µm wystającymi poza dysk, rzadko zdarzają się owocniki z gładkimi brzegami.
Worki 24–34(–37) × (2,9–)3,2–3,8 μm, 8-zarodnikowe, zarodniki w 4–8 seriach, silnie spiralnie skręcone wewnątrz worków, cztery dolne zarodniki odwrotnie zorientowane. Wierzchołek worków lekko mocno ścięty (nigdy nie wcięty ani bocznie napęczniały), podstawa z bardzo krótkim, lub średniej długości, grubym lub cienkim, wygiętym w kształcie litery L lub H trzonem. Askospory 7–8,5(–9) × (0,6–)0,7–0,8(–0,9) μm, bardzo wąsko wrzecionowate lub nieco maczugowate, górna część prawie cylindryczna, ale lekko zwężona w kierunku zaokrąglonego lub nieco ostrego wierzchołka, podstawa mniej lub bardziej zwężająca się lub z wyraźnym ogonem o długości 2–3 × 0,2–0,3(–0,4) μm. Askospory są mocno zakrzywione, zwłaszcza w pobliżu helikoidalnej podstawy, zawsze skręconej w prawo, wierzchołek wąsko elipsoidalny lub łezkowaty, zwężony do krótkiego, czasem niewidocznego filum. Parafizy z cylindrycznymi, lub bardzo nieznacznie główkowatymi wierzchołkami, komórka końcowa 11–20 × (1,7–)1,9–2,8(–4) μm, dolne komórki 2,7–5,5 × 1,9–3,3(–4) μm, rzadko rozgałęzione w górnej przegrodzie, szkliste lub bladoróżowe. Środkowa warstwa ekscypulum o grubości 10–30 grubości μm, zbudowana z okrągławo-wielokątnych komórek i niezbyt ostro odgraniczona od warstwy wewnętrznej warstwy. Na zewnętrznej stronie ekscypulum są zorientowane pod kątem 30–45°, a na brzegach 0–20° włoski o wymiarach 7–22 × 2,2–4 μm; czasami ich brak.
Anamorfa
Podobna do gatunków z rodzaju Dactylella. Konidiofory nierozgałęzione, septowane, wzniesione, skierowane ku górze, o długości 100–110 μm i szerokości 3,5–4 μm u podstawy, 2 μm na końcu, tworzące pojedyncze na końcu elipsoidalno-maczugowate konidia 31–50×(6,8–)8–10,5(–12) μm, z (3–)5–6(–7) przegrodami.
Gatunki podobne
Orbilia crenatomarginata charakteryzuje się małymi, silnie helikoidalnymi, wąsko wrzecionowatymi askosporami w kształcie robaka z rozwartymi wierzchołkami, stopniowo zwężającymi się, ogonopodobnymi podstawami, zwykle bardzo wyraźnymi trójkątnymi zębami na brzegu owocników i kryształkami ułożonymi w kształcie pierścienia lub podkowy, zwłaszcza w komórkach zewnętrznej warstwy ekscypulum. Podobny, głównie subtropikalny Orbilia scolecospora różni się jedynie większymi, zwłaszcza pod względem szerokości zarodnikami. Orbilia pseudobrevistipitata różni się butelkowatymi parafizami i ułożeniem zarodników w workach. Krystaliczne warstwy w kształcie pierścienia występują także u Orbilia scolecospora i O. laevimarginata.

## Występowanie
Znane jest jej występowanie Orbilia crenatomarginata tylko w niektórych krajach Europy. Brak go w wydanym w 2006 r. wykazie wielkoowocnikowych grzybów workowych Polski, ale trzy jego stanowiska przytaczają O. Barak i inni w opracowanej w 2020 r. monografii typu Orbiliomycetes. Zasięg pionowy: 5–865 m n.p.m. (od umiarkowanego Atlantyku do Europy subkontynentalnej), 5–1180 m (nad Morzem Śródziemnym), i 100–1020 m w Europie kontynentalnej.
Grzyb nadrzewny, saprotrof, występujący na korze lub okorowanym drewnie, zwykle na dolnej stronie leżących na ziemi pni i gałęzi, głównie drzew liściastych, czasami głęboko w wewnątrz pustych pni.